# Mondavio
Mondavio – miejscowość i gmina we Włoszech, w regionie Marche, w prowincji Pesaro i Urbino.
Według danych na rok 2004 gminę zamieszkiwało 3851 osób, 132,8 os./km².